# Vinten-Johansenegga
Vinten-Johansenegga är en bergstopp i Antarktis. Den ligger i Östantarktis. Norge gör anspråk på området. Toppen på Vinten-Johansenegga är 1 749 meter över havet.
Terrängen runt Vinten-Johansenegga är kuperad åt nordväst, men åt sydost är den platt. Trakten är obefolkad. Det finns inga samhällen i närheten. 